# Mäntysaari (ö i Södra Savolax, Nyslott, lat 62,14, long 28,74)
Mäntysaari är en ö i Finland. Den ligger i sjön Enonvesi och i kommunen Enonkoski i den ekonomiska regionen  Nyslotts ekonomiska region  och landskapet Södra Savolax, i den sydöstra delen av landet, 290 km nordost om huvudstaden Helsingfors. Öns area är 69,9 hektar och dess största längd är 1,6 kilometer i sydöst-nordvästlig riktning.